# Dylan Fletcher
Dylan Fletcher (Londres, 3 de abril de 1988) é um velejador britânico, campeão olímpico.

## Carreira
Fletcher participou dos Jogos Olímpicos de Verão de 2020 em Tóquio, onde participou da classe 49er, conquistando a medalha de ouro ao lado de Stuart Bithell após finalizar a série de treze regatas com 58 pontos.